# Quarantainestation Heijplaat
Quarantaine-Inrichting Beneden Heijplaat - ook wel Quarantaineterrein Heijplaat genoemd -  was een inrichting voor zeelieden met besmettelijke ziekten op de zuidoever van de Nieuwe Maas, direct ten westen van Heijplaat. Ten zuidwesten ligt de Werkhaven en ten oosten de Heijsehaven. De quarantaine-inrichting werd in 1934 opgeleverd, maar heeft onder andere door de ontdekking van penicilline geen dienst gedaan voor zeelieden. In plaats daarvan werd het gebruikt voor de quarantaine van emigranten uit Oost-Europa, voor hun overtocht naar Amerika.

## Inrichting
Het complex bestond uit een afgesloten terrein van zes hectare met een voetbalveld waaromheen tien gebouwen lagen: een portiersgebouwtje, een mortuarium met stenen onderzoekstafel, een officiersbarak, een zusterhuis, een isolatie- of ziekenbarak, het woonhuis van de beheerder, een chloorhuisje, een badhuis annex ontsmettingsbarak met ontsmettingsketels voor kleding en met een onreine- en een reine afdeling, een centraal keukengebouw met kolossale stoompannen, en drie contactbarakken waarin de mensen met elkaar in quarantaine verbleven. De gebouwen waren elk met hun eigen deelterrein omzoomd door geschoren ligusterhagen van een meter hoog. Aan een eigen steiger aan de Nieuwe Maas kon een besmet schip afmeren.

## Vluchtelingenkamp
In december 1938 werd het complex in gebruik genomen als vluchtelingenkamp van Joodse vluchtelingen uit Oostenrijk en Duitsland. Er verbleven hier zowel volwassenen als alleenstaande kinderen. Vooral voor de laatste groep was dit verre van ideaal. Veel vluchtelingen uit het Derde Rijk hebben korte of langere tijd op Heijplaat gewoond. In november 1939 werd het complex gesloten. Tijdens de Tweede Wereldoorlog was het complex in gebruik bij de Kriegsmarine.

## Na de oorlog
In het voorjaar van 1945 brak in Spijkenisse een tyfusepidemie uit. De patiënten werden onder andere vervoerd naar de Quarantaine-Inrichting bij Heijplaat om daar door teams van het Rode Kruis uit zes landen verpleegd te worden. In de zomer van 1945 werden de laatste patiënten er ontslagen.
De gebouwen waren na de oorlog een tijd in gebruik als tbc-kolonie. De 3 contactbarakken zijn gebruikt voor de opvang van bejaarde verblijfspatiënten van het psychiatrisch ziekenhuis Delta. De rest van het complex stond leeg vanaf 1957. In 1979 hebben studenten van de kunstacademie en het conservatorium in Rotterdam de leegstaande gebouwen gekraakt en van de gemeente toestemming gekregen voor tijdelijk gebruik als ateliers en studios. De contactbarakken waren toen nog in gebruik bij Delta en zijn in de jaren '90 gesloopt. Tot dan toe was de inrichting ondanks de tientallen jaren van niet-gebruik nog volledig uitgerust met bedden, matrassen en dekens en onder meer ouderwetse rieten manden vol pantoffels en badjassen. Er stonden nog onderzoekstafels en overal hingen nog stokoude, maar werkzame bakelieten huistelefoons. Een ambtenaar van de gemeente hield zelfs de ketel van de centrale verwarming in gang met steenkool. Helaas zijn bijna alle authentieke mobilia en inrichtingselementen inmiddels verdwenen, door de GG & GD verkocht. meegenomen door derden en/of gesloopt.
De begroeiing op het terrein was lange tijd verruigd en het voormalige voetbalveld was verhuurd aan een boer, als wei voor schapen en ponies. Het havenbedrijf is in 2021-2022 begonnen met de vervanging van de paden, waardoor het zuidelijke deel van terrein zijn mysterieuze en groene karakter inmiddels heeft verloren, tot spijt van bewoners en bezoekers. 
Het rivierstrandje op de oever is het enige natuurlijke zandstrand van Rotterdam. De kunstenaars wonen er nog steeds, maar zij kregen van het havenbedrijf in 2014 een contract aangeboden van 10 jaar. Dankzij de kunstenaars was het laatst bestaande quarantainestation inmiddels Rijksmonument geworden. Het Havenbedrijf had als eigenaar de verplichting om na jaren van verwaarlozing het achterstallig onderhoud van de gebouwen aan te pakken. Het plan was om de gebouwen voor kleinschalige bedrijfshuisvesting beschikbaar te maken. Het terrein was al volledig openbaar toegankelijk gemaakt door de bewoners van het terrein. 
het hele terrein van de vm. Quarantaine-Inrichting werd in 2010 Rijksmonument.